# Hypnobryales
Hypnobryales, nekadašnji biljni red u razredu Bryopsida. Njezine porodice Anomodontaceae i Echinodiaceae danas se uključuju u red  Hypnales. Opisan je kao red pleurokarpnih, vitkih do robusnih mahovina. Listovi su lancetasti do zaobljeni i mogu biti bez živaca ili imati jedan ili dvostruki živac. Čahura je jajolika ili cilindrična i nagnuta ili vodoravna; peristom je dvostruk. Postoje mnogi rodovi, uključujući Brachythecium, Eurhynchium, Homalothecium, Hylocomium, Hypnum, Rhynchostegium i Rhytidiadelphus.
Opisao ga je 1920. M. Fleisch.